# Bronoszewice
Bronoszewice – wieś w Polsce położona w województwie mazowieckim, w powiecie sierpeckim, w gminie Gozdowo. Ma status sołectwa.
| SIMC    | Nazwa   | Rodzaj    |
| ------- | ------- | --------- |
| 0565067 | Kuskowo | część wsi |

W latach 1975–1998 miejscowość administracyjnie należała do województwa płockiego.
Pierwotnie ta miejscowość miała zupełnie inną nazwę, zwała się Koskowo lub Kuskowo. Powstała jeszcze w średniowieczu. Pierwsze dane źródłowe pochodzą z 1405 roku. Miejscowi rycerze herbu Dołęga przyjęli z czasem nazwisko Koskowscy (Kuskowscy). Dosyć popularne wśród nich było imię Bronisz. Już w początkach XV wieku wymienia się Bronisza z Kuskowa. 
Ród był dosyć liczny i wieś uległa podziałowi. Od imion poszczególnych rycerzy powstały mniejsze osady zwane Bogusządy (Bogusądy), Trojany (do Trojana żyjącego w końcu XV wieku), Stradzewo oraz Bronisze od imienia Bronisz. W XVI wieku ten podział był już bardzo wyraźny i został usankcjonowany przez ówczesne spisy podatkowe. 
Tabella miast i wsi Królestwa Polskiego z 1827 roku wymienia następujące wioski w tej okolicy: Kuskowo bogusędy, Kuskowo bronoszewice (6 domów i 40 mieszkańców), Kuskowo bzury, Kuskowo glinki, Kuskowo kmiece i Kuskowo stradzewo. Każda z nich miała od 3 do 12 domów. 
Wieś ta była typową osadą zamieszkałą przez drobną szlachtę pełną niewielkich, drewnianych dworów. Budownictwo szlacheckie było głównie drewniane, poszyte słomą, jednak obszernością i wyposażeniem wyróżniało się od chat chłopskich. W środku zazwyczaj znajdowała się sień, a po bokach dwie izby, z których jedna była alkierzem. Wyposażenie w sprzęty było ubogie. Całość ogradzano płotem z chrustu lub żerdzi. W pobliżu takiego dworu stały zazwyczaj chałupy o czterech izbach, zwane czworakami. Mieszkali tam poddani chłopi i służba. Oto jak opisuje chaty ubogiej szlachty XVIII-wieczny pamiętnikarz J. Kitowicz: „Małej szlachty mieszkania nie różniły się od chłopskich chałup, snopkami częstokroć poszywane. W tym tylko różnica była, iż przed szlacheckim dworkiem musiały być koniecznie wrota wysokie, choć podwórze całe było płotem chruścianym ogrodzone, i druga, że dworek szlachcica miał dwie izby po rogach a sień w środku, gdy przeciwnie u chałupy chłopskiej sień jest z czoła a za nią izba, a w tyle komora”.
Przez wieki mieszkali tu głównie Kuskowscy, dziedziczyli tu również: Męczyńscy, Strusińscy, Janczewscy i Myszewscy. W pierwszej połowie XIX wieku jeden z Koskowskich, Jan Bronisz Koskowski (zm. 1830) zdołał wykupić więcej działów ziemi i utworzył tu większy folwark. Po jego śmierci te dobra przejęła córka Koskowskiego, która przekazała je Józefie z Koskowskich, żonie Józefa Myślińskiego. W 1849 roku nastąpiła licytacja tych dóbr, kupił je Teofil Cieszewski. Cieszewski w 1855 roku sprzedał Bronoszowice Pawłowi Starorypińskiemu, żonatemu z Józefą z Koskowskich. Majątek liczył wtedy około 150 ha. Tak więc, obok kilku dworów drobnoszlacheckich powstał tu większy majątek zamieszkały przez chłopów. W czasie uwłaszczenia powstało 8 gospodarstw na 14 morgach ziemi. W końcu XIX wieku było tu 5 domów i 75 mieszkańców. W sumie uprawiano w tej miejscowości 334 morgi, z czego miejscowy folwark zajmował 250 mórg (należała do niego również pusta osada Trojany).
Jak wspomniano folwark Bronoszewice często zmieniał właścicieli i nie był to koniec zmian własnościowych. W 1875 roku Koskowo-Bronisze kupił Franciszek Żółtowski, który sprzedał go Aleksandrowi Zabłockiemu w 1884 roku. W 1894 roku właścicielem został Antoni Gościcki, który rok później sprzedał go Teodorowi Lasockiemu. W 1899 roku majątek odziedziczył brat Lasockiego, Franciszek. W 1911 roku kolejnym właścicielem został Józef Machciński, syn Jana. W tym czasie za długi folwark został przejęty przez Towarzystwo Kredytowe Ziemskie. W 1929 roku majątek został zlicytowany, kupił go Jan Miachczyński i w 1939 roku sprzedał braciom Brudnickim, Teodozjuszowi i Bronisławowi. Byli to ostatni właściciele folwarku Koskowo-Bronoszewice. 
Przed II wojną światową używano nazwy Kuskowo-Bronoszewice. Miejscowość dzieliła się na wieś i folwark. We wsi naliczono w 1921 roku 2 domy i 15 mieszkańców. W folwarku natomiast 4 domy i 78 mieszkańców. Miejscowość należała do gminy Lelice w powiecie płockim.